# Пеленківщина
Пеленкі́вщина — село в Україні, у Зіньківській міській громаді Полтавського району Полтавської області. Населення становить 24 осіб. Орган місцевого самоврядування — Зіньківська міська рада, до 2020 р. - Власівська сільська рада.

## Географія
Село Пеленківщина знаходиться на правому березі річки Ташань, вище за течією примикає місто Зіньків, нижче за течією на відстані 3 км розташоване село Власівка.

## Населення

### Мова
Розподіл населення за рідною мовою за даними перепису 2001 року:
| Мова       | Кількість | Відсоток |
| ---------- | --------- | -------- |
| українська | 23        | 95.83%   |
| російська  | 1         | 4.17%    |
| Усього     | 24        | 100%     |

## Історія
12 червня 2020 року, відповідно до розпорядження Кабінету Міністрів України № 721-р «Про визначення адміністративних центрів та затвердження територій територіальних громад Полтавської області», село увійшло до складу Зіньківської міської громади.
19 липня 2020 року, в результаті адміністративно - територіальної реформи та ліквідації Зіньківського району, село увійшло до складу новоутвореного Полтавського району Полтавської області.